# Zlatý glóbus za nejlepší dokument
Zlatý glóbus za nejlepší dokument byla cena, kterou udělila hollywoodská Asociace zahraničních novinářů v roce 1954. V této tradici ještě pak pokračovala v letech 1973 až 1977. Jednalo se o jednu z kategorií s nejkratší dobou působnosti.
Zahraniční kritici sdružení v Hollywoodu se po vzoru Akademie filmového umění a věd v roce 1953 rozhodli, že udělí speciální cenu za nejlepší dokument. Na 11. ročníku udílení cen 22. ledna 1954 udělili Zlatý glóbus dokumentu Korunovace královny. Jde o film zachycující korunovaci britské královny Alžběty II. Film byl nominovaný i na Oscara. Průběh celé korunovace, která byla v historii vůbec poprvé zachycena televizními kamerami, namluvil herec a režisér sir Laurence Olivier.

## Vítězové a nominovaní

### 1953
| Za rok | Ceremoniál | Distribuční název | Originální název    | Režie            |
| ------ | ---------- | ----------------- | ------------------- | ---------------- |
| 1953   | 11. ročník |                   | A Queen Is Crowned* | Castleton Knight |

### 1972 – 1976
| Za rok | Ceremoniál | Distribuční název | Originální název                           | Režie |
| ------ | ---------- | ----------------- | ------------------------------------------ | --- |
| 1972   | 30. ročník | Elvis na turné    | Elvis On Tour                              | Robert Abel, Pierre Adidge                                                                                                |
|        |            |                   | Walls of Fire*                             | Herbert Kline, Edmund Penney                                                                                              |
|        |            |                   | Russia                                     | Theodore Holcomb, Kira Muratova                                                                                           |
|        |            |                   | Sapporo Orinpikku                          | Masahiro Shinoda |
|        |            |                   | Marjoe**                                   | Sarah Kernochan, Howard Smith                                                                                             |
| 1973   | 31. ročník | Viděno osmi       | Visions of Eight                           | Miloš Forman, Kon Ichikawa, Claude Lelouch, Jurij Ozerov, Arthur Penn, Michael Pfleghar, John Schlesinger, Mai Zetterling |
|        |            |                   | The Second Gun                             | Gérard Alcan |
|        |            |                   | Wattstax                                   | Mel Stuart |
|        |            |                   | The Movies That Made Us                    | |
|        |            |                   | Love                                       | |
| 1974   | 32. ročník |                   | Animals Are Beautiful People               | Jamie Uys |
|        |            |                   | Birds Do It, Bees Do It*                   | Nicolas Noxon, Irwin Rosten                                                                                               |
|        |            |                   | The Challenge… A Tribute To Modern Art     | Herbert Kline |
|        |            |                   | Hearts and Minds**                         | Peter Davis |
|        |            |                   | I Am a Dancer                              | Pierre Jourdan |
|        |            |                   | Janis                                      | Howard Alk |
| 1975   | 33. ročník |                   | Youthquake                                 | Max B. Miller, Bob Grant                                                                                                  |
|        |            |                   | Brother, Can You Spare a Dime?             | Philippe Mora |
|        |            |                   | The Gentleman Tramp                        | Richard Patterson |
|        |            |                   | Mustang: The House That Joe Built          | Robert Guralnick |
|        |            |                   | The Other Half of the Sky: A China Memoir* | Shirley MacLaine, Claudia Weill                                                                                           |
|        |            |                   | UFOs: Past, Present, and Future            | Robert Emenegger |
| 1976   | 34. ročník |                   | Altars Of the World                        | Lew Ayres |
|        |            |                   | People of the Wind*                        | Anthony Howarth |
|        |            |                   | The Memory of Justice                      | Marcel Ophüls |
|        |            |                   | That's Entertainment, Part 2               | Gene Kelly |
|        |            |                   | Wings of an Eagle                          | |